# Jurriën Timber
Jurriën David Norman Timber (ur. 17 czerwca 2001 w Utrechcie) – holenderski piłkarz występujący na pozycji obrońcy w angielskim klubie Arsenal oraz w reprezentacji Holandii. Wychowanek Feyenoordu.